# Aranybékácska
Élénk narancssárga színezetével, 3 cm-es testhosszával a dél-amerikában élő nyílméregbékákhoz hasonlít, azonban azoktól taxonómiailag távol áll. Az aranybékácska (Mantella aurantiaca)  a kétéltűek (Amphibia) osztályába, a békák (Anura) rendjébe és az aranybékafélék (Mantellidae) családjába tartozó faj, mely Madagaszkár

## Előfordulás és élőhely
A faj madagaszkári endemizmus és három elkülönülő populációja ismert. Egy a Moramanga - Beparasy települések környékén, egy a Torotorofotsy lápvidéken Andasibe mellett, egy pedig Ambakoana-nál. Hűvösebb klímájú erdőkben él 900–1000 m-es tengerszint feletti magasságban, ahol két évszak váltja egymást: egy hűvös szárazabb és egy meleg esős. Ezekben az örökzöld erdőkben helyenként a Pandanus pulcher a domináns növényfaj, amely más kétéltűek számára is otthont ad.

## Ökológia és viselkedés

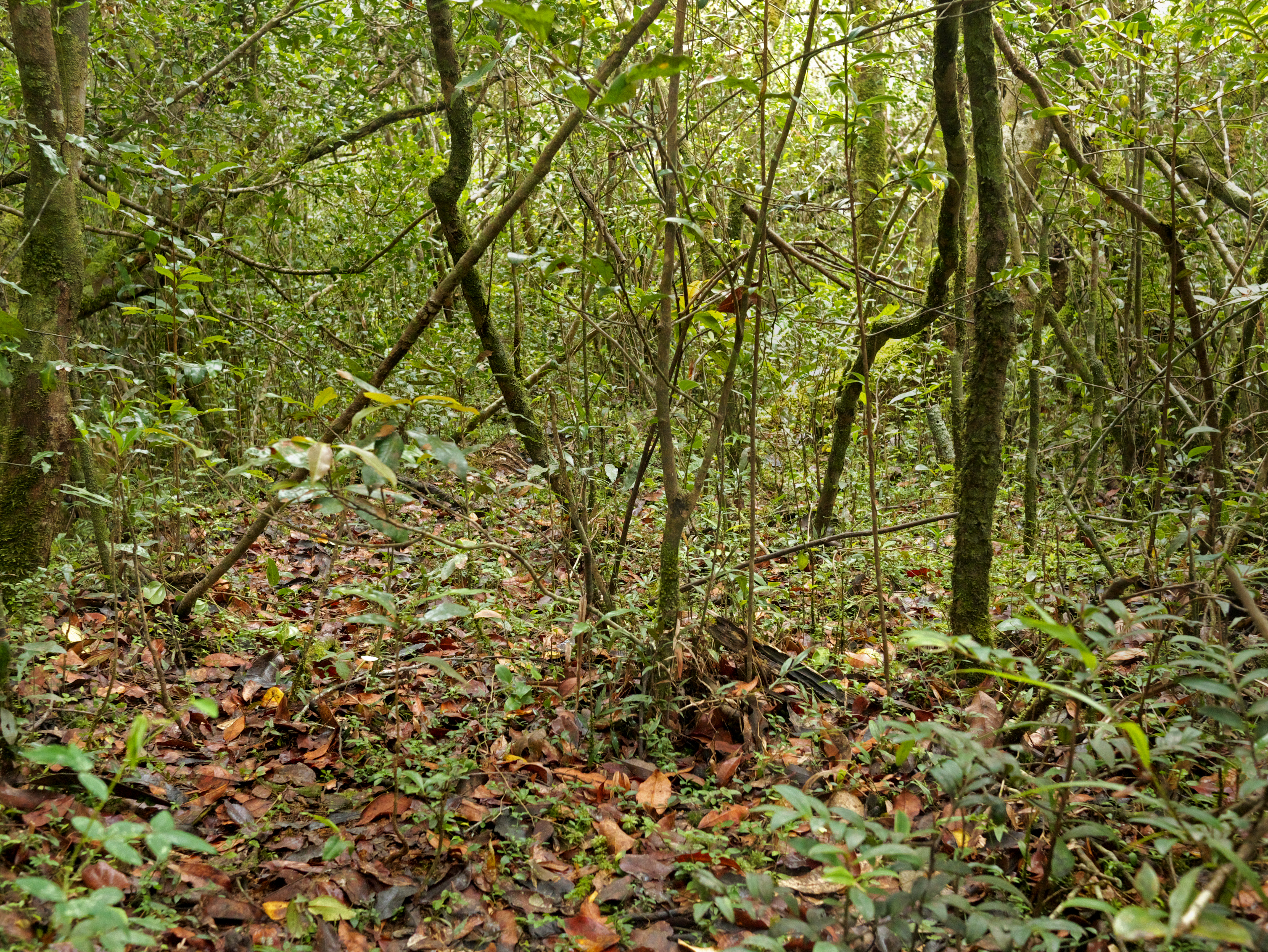
A torotorofotsy-i populáció élőhelye

Talajon élő faj lévén az avarban és fák gyökerei között talál búvó, táplálkozó és szaporodóhelyet.  

### Szaporodás
Meglepően hangozhat, hogy ezek az állatok a szárföldön keresnek szaporodóhelyet ha a békák szaporodására gondolunk, de az aranybékácska (és egy kivételével az összes Mantella faj) szárazföldre, valamiféle nedves közegbe rakja petéit. A peték itt fejlődnek ebihalakká, melyeket a heves esőzések mosnak majd bele a közeli kis időszakos víztestekbe. Ehhez mindenek előtt a békáknak szüksége van egy nyugalmi periódusra a májustól októberig tartó hűvös, száraz időszakban. Az első nagy esőzések beköszöntével az aranybékácskák előbújnak rejtekhelyeikről, intenzív táplálkozásba kezdenek, majd a hímek elkezdik hallatni tücsökciripeléshez hasonló hívóhangjukat. Territoriális állatok, a hímek ragaszkodnak revírjeikhez, ahonnan jól láthatóak és hallhatóak a nőstények számára. Amikor a gravid nőstényt magukhoz csalogatták, megfelelő petézőhelyre kísérik, ahol az lerakja átlagosan 74 petéből álló petecsomóját. Ezt a hím megtermékenyíti, aztán a szülőpár magára hagyja a petéket, melyek átlagosan 8 napra kelnek. 

### Egyedfejlődés
Az ebihalak fogságban 53-139 nap alatt fejlődtek ki teljesen, ezt követően körülbelül egy évig tart, mire teljesen kifejlett állatokká válnak és elérik az adultkori színezetet. Megfigyelték azonban, hogy a hímek már 4 hónapos korukban elkezdhetik hallatni hangjukat, és az első termékeny petéket 11 hónaposan rakták le fogságban tartott állatok. 

### Táplálkozás
A Mantellák gyakorlatilag mindenféle gerinctelen élőlényt elfogyasztanak, ami él és mozog, valamint méretéből adódóan alkalmas lehet számukra. A természetben apró atkák, ugróvillások és hangyák teszik ki étrendjük jelentős részét. Az állatok élénk színezete aposzematikus jelleg, ugyanis bőrváladékuk a nyílméregbékákhoz hasonlóan toxinokat tartalmaz. Mivel a fogságban tartott állatok elveszítik toxicitásukat, valószínűsíthető hogy ezek az állatok is a természetes táplálékukból nyerik/szintetizálják a mérgüket, amire onnan is következtethetünk, hogy az alkaloidokkal kezelt táplálékállatok hatására a fogságban tartott aranybékácskák hamarosan újra toxinokat kezdenek termelni. Mérgük egyébként pumiliotoxinokat, allopumiliotoxinokat, homopumiliotoxinok alkaloidokat, pyrro- és indolizidineket és quinolozidineket tartalmaz.

## Veszélyeztető tényezők
Élőhelyalkalmasság modellezés alapján az alkalmas élőhely 121 km2-re tehető, de a valódi areájuk kevesebb lehet, mint 10 km2. A megmaradt élőhelyei is fragmentáltak, egymástól elszigeteltek, ami stabilitásukat tekintve is problémás, ugyanakkor a populációk beltenyésztettségét is előidézheti. Élőhelyeinek beszűküléséhez az illegális is legális erdőirtás valamint bányászat vezetett, ezek a tényezők még ma is veszélyt jelentenek. Az intenzív mezőgazdasági tevékenység (beszántás és legeltetés) ugyancsak romboló hatású. Ugyancsak veszélyt jelent a klímaváltozás, hisz ezek a speciális klímájú hegyi élőhelyek különösen sérülékenyek a felmelegedéssel szemben. A fajt évtizedekig gyűjtötték terraristák számára, ami áldás és átok is egyben, hisz annak ellenére, hogy jelentős károkat okozhatott a természetes populációkban, mára az aranybékácskának jelentős fogságban élő állományai vannak, valamint ex-situ tenyészprogram is létesült számára.